# 阿尔比斯
阿尔比斯（法語：Arbus，法語發音：[aʁbys]）是法国大西洋比利牛斯省的一个市镇，位于该省东部，属于波城区。

## 地名
该地名“Arbus”发音为[aʁbys]，字母“s”发音，《世界地名翻译大辞典》与《世界地名译名词典》将其误译作“阿尔比”。

## 地理
阿尔比斯（43°20'0"N, 0°30'21"W）面积13.89 平方千米，位于法国新阿基坦大区大西洋比利牛斯省，该省份为法国东南部省份，涵盖了贝阿恩与北巴斯克，西临大西洋比斯開灣，北至朗德省，东北接热尔省，东临上比利牛斯省，南与西班牙接壤。
与阿尔比斯接壤的市镇（或旧市镇、城区）包括：阿蒂格卢沃、阿博斯、欧贝尔坦、当甘、莫南、帕尔拜斯、锡罗斯、塔尔萨克。
阿尔比斯的时区为UTC+01:00、UTC+02:00（夏令时）。

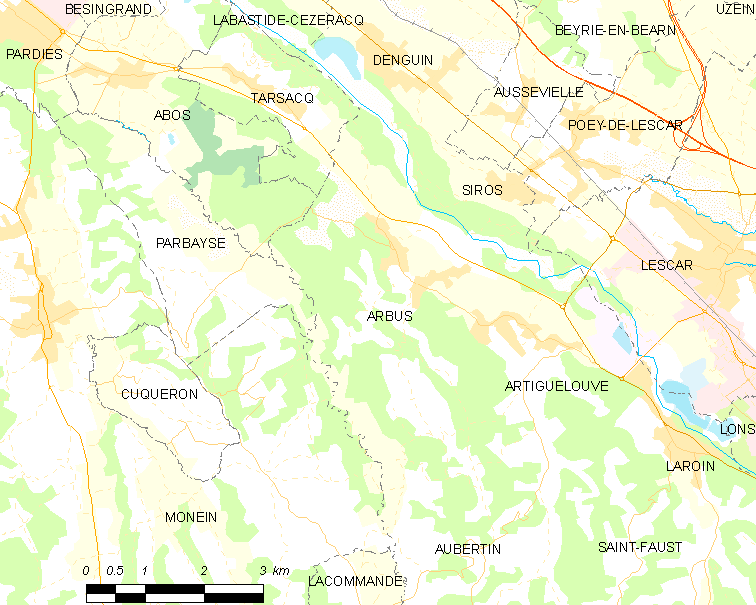
阿尔比斯的OSM定位图

## 行政
阿尔比斯的邮政编码为64230，INSEE市镇编码为64037。

## 政治
阿尔比斯所属的省级选区为莱斯卡尔-激流-蓬隆土地县。

## 人口

1962-2008年间阿尔比斯人口变化图示

阿尔比斯于2022年1月1日时的人口数量为1235人。